# Тирлич сніговий
Тирлич сніговий (Gentiana nivalis) — вид трав'янистих рослин родини тирличеві (Gentianaceae) з небесно-блакитними квітами. Поширений у горах південної й центральної Європи, Кавказу й Малої Азії, а також у північній Європі та Північній Америці.

## Опис
Однорічна трав'яниста рослина заввишки 5–20 см. Стебла нерозгалужені або розгалужені біля основи, голі. Листки, безчерешкові; базальні листові пластинки широко еліптичні, з цілими краями, паралельними прожилками, заокруглені або загострені на верхівці; стеблові — супротивні, від вузько яйцевидих до еліптичних. Квітки поодинокі. Квіти: віночки в формі колеса, небесно-блакитного кольору, прибл. 15 мм завдовжки, 5-лопатеві, з довгими і вузькими блідо-жовтою трубками до 15 мм; чашечки 5-роздільні, 8–15 мм завдовжки, коротші за віночки, трубчасті; тичинок 5. Плоди — дводольні капсули. Насіння дрібне, кулясте, надзвичайно легке.

## Поширення
Північна Америка (Гренландія, східна Канада); Азія (Кавказ, Туреччина); Європа (Австрія, Ліхтенштейн, Велика Британія, Болгарія, Хорватія, Фінляндія, Франція, Німеччина, Швейцарія, Іспанія, Ісландія, Італія, Норвегія, Польща, Росія, Румунія, Словаччина, Сербія, Швеція, Україна). Населяє тундрові пустки, луки, берега струмків, сільські луки. Кальцефіли.
В Україні зростає на Закарпатті, в альпійській смузі г. Близниця на схилах сх. і пд.-сх. експозиції, на кам'янистих осипах з домішками вапняку, на висоті ~ 1 700–1 800 м н.р.м. Відома одна популяція, у межах якої вид зростає поодинокими екземплярами або невеликими групами. Площа популяції незначна, її межі потребують уточнення. Цвіте з кінця червня по вересень. Плодоносить із кінця липня по кінець вересня.

## Галерея

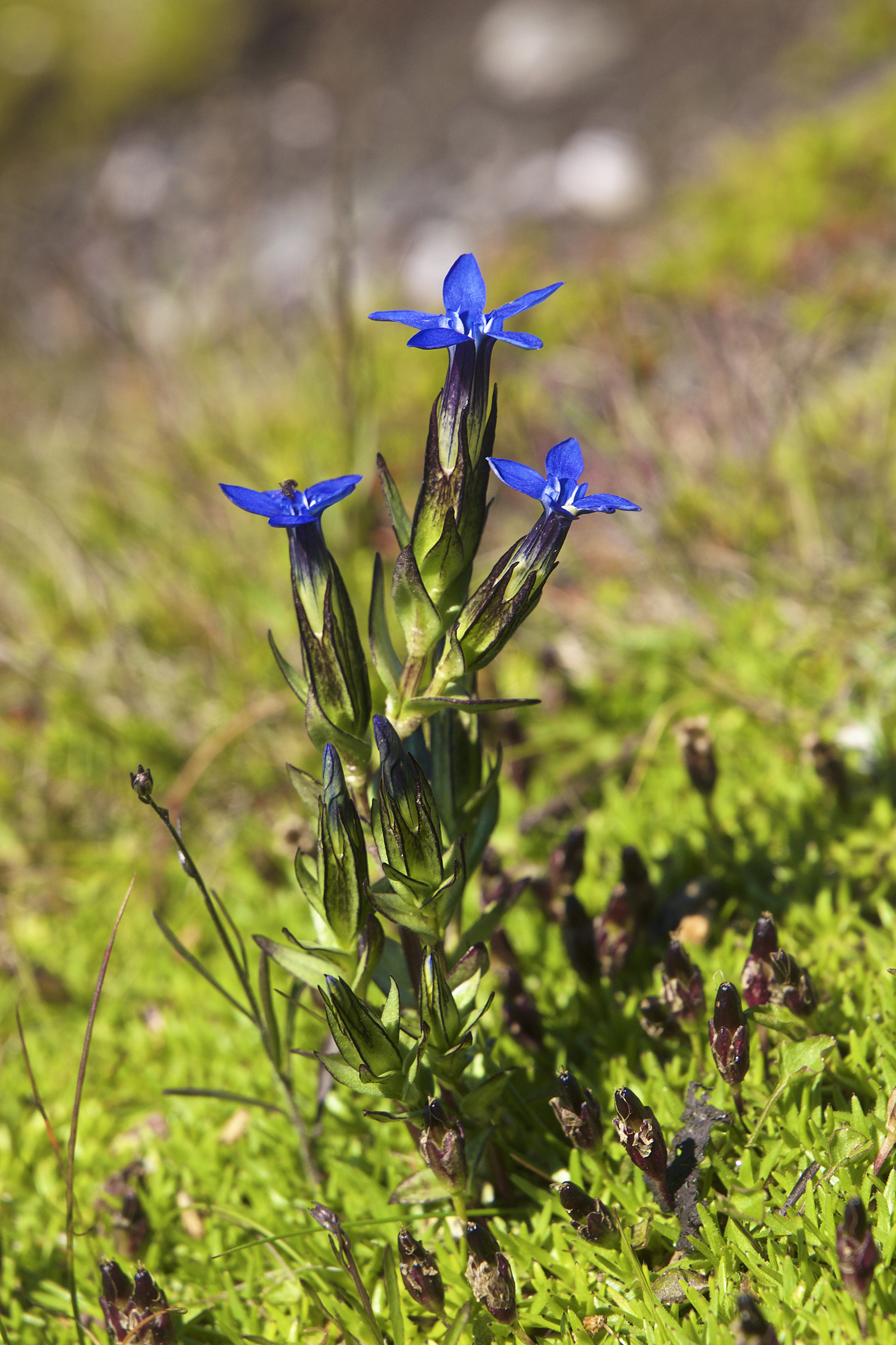
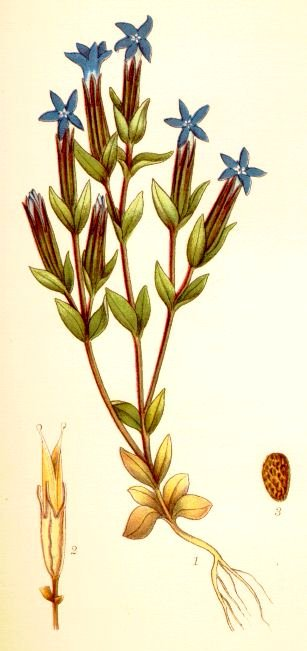

## Використання
Декоративна рослина.